# Laxenecera flavibarbis
Laxenecera flavibarbis là một loài ruồi trong họ Asilidae. Laxenecera flavibarbis được Macquart miêu tả năm 1838.